# Dzielnica senioralna
Dzielnica senioralna – dzielnica, którą zgodnie z zasadą senioratu otrzymywać miał najstarszy książę piastowski na mocy postanowień ustawy sukcesyjnej Bolesława Krzywoustego w okresie rozbicia dzielnicowego (od 1138 roku, tj. od śmierci Bolesława III Krzywoustego). Z czasem doszło do złamania zasady senioratu. Do 1227 roku jednak jej posiadanie było związane z władzą zwierzchnią nad Polską. Z racji stolicy w Krakowie zaczęto ją nazywać księstwem krakowskim.
W jej skład wchodziły początkowo: ziemia krakowska ze stolicą w Krakowie, ziemia łęczycko-sieradzka, ziemia kaliska z Kaliszem i Gnieznem, część Kujaw i Pomorza Gdańskiego. Sąsiadowała ze wszystkimi innymi dzielnicami. Teoretycznie miał ją przyłączać do swojej dzielnicy każdy kolejny aktualny senior. Czyli najstarszy spośród aktualnych władców poszczególnych dzielnic. Po śmierci którego miała przechodzić do dzielnicy następnego seniora etc. Bardzo szybko została okrojona jedynie do samej ziemi krakowskiej.